# عبد اللطيف الحمد
عبد اللطيف يوسف الحمد (1938-) وزير المالية ووزير التخطيط الكويتي السابق مُنذ 1981 حتى 1983.

## سيرته
ولد في العاصمة الكويتية مدينة الكويت عام (1938)، وتلقى تعليمه في (المدرسة القبلية) ثم المدرسة المباركية، ثم في مدرسة فيكتوريا (الإسكندرية) والجامعة الأميركية بالقاهرة، ثم كلية كليرمونت وجامعتي هارفارد وستانفورد بالولايات المتحدة، وبدأ حياته العملية في قيادته الصندوق الكويتي للتنمية الاقتصادية العربية في الفترة ما بين عامي 1963 - 1982، كما تولى مسؤولية وزارتي المالية والتخطيط في الكويت في الفترة ما بين عامي 1981 - 1983، ثم عُين رئيس الصندوق العربي للإنماء الاقتصادي والاجتماعي في الفترة ما بين عامي 1985 - 2020.

## محطات من حياته
- شغل منصب رئيس البنك الدولي.
- عضو في مجموعة الثلاثين.
- عضو في مجالس أمناء العديد من الجامعات ومؤسسات التعليم العالي في العالم العربي وعلى مستوى العالم.
- أشرف على إنشاء المقر الدائم للمنظمات العربية.
- إنشاء الصندوق العربي للإنماء الاقتصادي والاجتماعي، والمؤسسة العربية لضمان الاستثمار وائتمان الصادرات.
- تم منحه درجة الدكتوراه الفخرية من جهات تعليمية اقليمية ودولية.
- ساهم في تحسين حياة الملايين من المواطنين العرب عبر اشرافه على تنفيذ المئات من مشاريع التنمية للصندوقين الكويتي والعربي في مجالات المرافق والبنية التحتية وشبكات المياه والكهرباء والطاقة والنقل والاتصالات والزراعة والري والتنمية الريفية والصناعة والتعدين وغيرها من المجالات وبتكاليف اجمالية ضخمة.[2]